# Seltenheit
Als selten gelten subjektiv Dinge, Krankheiten, Ereignisse oder Stoffe, wenn ihr Anteil an einer Grundgesamtmenge weniger als ungefähr 1 Prozent beträgt. Dies entspricht einem Mengenverhältnis von 2 (dezimalen) Größenordnungen oder mehr. Üblicherweise sind Seltenheiten räumlich oder zeitlich inhomogen verteilt, was an einem Ort oder zu einer gegebenen Zeit selten ist, muss nicht notwendig an einem anderen Ort oder zu einer anderen Zeit selten sein.
Seltene Objekte oder Substanzen dienen in der menschlichen Zivilisation – sofern sie Mindestanforderung von Transportabilität, Ungefährlichkeit oder Konvertierbarkeit genügen – als Wertträger, die man zu mehren sucht. Dazu zählen in der Menschheitsgeschichte insbesondere Edelmetalle.

## Beispiel: Häufigkeit der Elemente
Viele Verteilungen in der Natur folgen Skalengesetzen. So auch unter anderem die Häufigkeit der chemischen Elemente. In folgender halblogarithmischer Darstellung sieht man, dass die Anzahl der „seltenen“ Elemente in der Erdkruste erstaunlich hoch ist: Die häufigsten 9 Elemente machen mehr als 99 % des gesamten Materials aus (Pfeil). Von den insgesamt berücksichtigten 85 Elementen machen 76 weniger als ein Prozent der Erdkruste aus – ein prozentualer Anteil von (76/85)·100, d. h. über 89 % „Seltenheit“ ist in diesem Beispiel also ein relativ häufiges Phänomen. Ähnliches gilt für die Verteilung von Worten in einem Textkorpus nach dem Zipfschen Gesetz.
Die Verteilung folgt ungefähr einem exponentiellen Skalengesetz, deutliche Abweichungen davon finden sich bei den ranghöchsten und rangniedrigsten Elementen. Die Daten für die Darstellung stammen von UNI TERRA. Häufigkeit f und Rang r sind hier im linearen Abschnitt der r-f-Beziehung ungefähr korreliert wie:
{\displaystyle \log(f)\approx 3{,}5890661-0{,}0675046r}